# Бердичівський коледж промисловості, економіки та права
Бердичівський фаховий коледж промисловості, економіки та права[джерело?] — навчальний заклад І рівня акредитації, розташований у місті Бердичів Житомирської області.
Є найбільшим навчальним закладом у Бердичеві, в якому навчається близько 1800 студентів на 9 спеціальностях денної, заочної та післядипломної форм навчання.

## Заснування
Початком існування Бердичівського політехнічного коледжу стало відкриття 12 жовтня 1903 року в м. Бердичеві трикласної школи ремісничих учнів, яка готувала підмайстрів і робітників середньої кваліфікації для механічних заводів і приватних майстерень у слюсарно-ковальських спеціальностях. Контингент учнів становив 60-90 осіб та складався переважно із дітей відносно заможних городян. З 1919 по 1921 рік школа не працювала, оскільки її приміщення було тимчасово передано під військовий евакогоспіталь.
Рішенням наркомосвіти України школа ремісничих учнів була реорганізована в механічну профшколу, яка являла собою середній спеціальний навчальний заклад для підготовки молодшого технічного персоналу для машинобудівних заводів за спеціальностями «Холодна обробка металів різанням» та «Деревообробка».
22 червня 1929 року Бердичівська механічна школа була реорганізована в Бердичівський технікум хімічного машинобудування. За відгуками підприємств, де працювали випускники технікуму, рівень їх підготовки відповідав тому спеціальному замовленню, якого вимагало виробництво до молодого спеціаліста. Багато випускників технікуму цього періоду проявляли себе як висококваліфіковані спеціалісти. Так, наприклад, випускник Головачов С. М. та інші стали лауреатами Державної премії. 2 липня 1941 року всі випускники захистили дипломні проекти, а ті, що залишилися здали перевідні екзамени.
З 1941 до 1944 року, під час німецько-радянської війни технікум не працював. Окремі викладачі та учні технікуму проводили підпільну діяльність на окупованій території. Однак 25 грудня 1942 року підпільна група була арештована; 16 її членів в кінці лютого 1942 року було страчено.
В 1944 році технікум був підпорядкований наркомату мінометного озброєння. З II половини 1944 року технікум відновив свою роботу як середній спеціальний заклад освіти.

### Коледж у незалежній Україні
28 листопада 1991 року за наказом Мінвузу України № 231 коледж підпорядковується Міністерству вищих навчальних закладів України. До 1993 року коледж готував техніків-технологів машинобудівного напрямку і економістів.
Продовжуючи підготовку молодших спеціалістів з вищеназваних напрямів, у 1993 році коледж відкрив нову спеціальність «Комерційна діяльність». У 1995 році відкрито спеціальність «Бухгалтерський облік», з 1997 року — «Правознавство». У 1999 році відкрито спеціальність «Програмування для ЕОМ і автоматизованих систем», а у 2000 році — «Фінанси».
9 березня 2000 року наказом Міністерства освіти і науки України Бердичівський машинобудівний коледж перейменований у Бердичівський Політехнічний коледж.
11 квітня 2000 року рішенням ДАК Міносвіти і науки України Бердичівський політехнічний коледж акредитований у цілому за статусом вищого навчального закладу І-ІІ рівнів акредитації з видачею відповідного сертифікату.
За час існування із стін навчального закладу випущено понад 20 тисяч спеціалістів. Багато з них працевлаштовані на заводах «Прогрес» та «Беверс», інших установах.
Так, наприклад, головами правлінь відкритих акціонерних товариств «Бердичівський машинобудівний завод „Прогрес“» та "Фірма «Беверс» працюють наші випускники відповідно Юр'єв Михайло Павлович та Лоєв Володимир Юхимович. Посаду головного інженера ВАТ "Бердичівський машинобудівний завод «Прогрес» обіймає наш випускник Дубовик Павло Олександрович.
Випускник Матусевич А. був у свій час призначений на посаду заступника головного конструктора Конструкторського бюро ім. Антонова, випускник Савчук Є. — на посаду генерального директора «Тамбовполімермаш», випускники Шах П. Т. та Прилипко І. — є керівниками Фастівського заводу хімічного машинобудування.
Працюють наші випускники і на освітянський ниві. Так, наприклад, випускник Василюк Г. Д. працював у Житомирському інженерно-технологічному інституті завідувачем кафедри, заступником зав. кафедри інженерно-фізичного факультету Національного технічного університету України «Київський політехнічний інститут» працює випускник Дроб'язко В. М..

## Коледж сьогодні

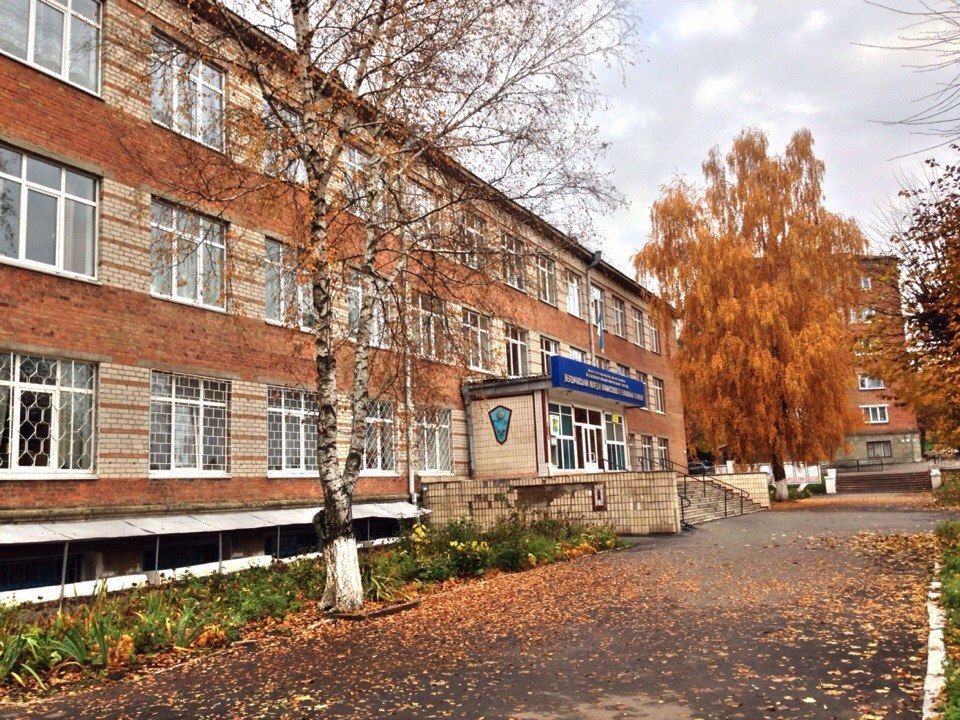
БФКПЕП

Державний вищий навчальний заклад «Бердичівський коледж промисловості, економіки та права» відповідними наказами Міністерства освіти і науки України у 2008 році отримав сучасну назву.
Коледж акредитований у цілому за статусом ВНЗ І рівня акредитації.

### Матеріально-технічна база
Три навчальні корпуси, сім комп'ютерних класів з доступом до мережі Internet, дві бібліотеки, дві спортивні зали, тренажерна зала, два спортивні майданчики, навчально-виробничі майстерні, ксерокопіювальна техніка, аудіо-відеотехніка.
- Навчається близько 1800 студентів.
- Педагогічний склад — 102 особи, з них:
- 39 % — з вищою категорією;
- 14 осіб — з педагогічними званнями;
- 12 осіб — займаються науковою роботою (аспіранти та пошукачі)[2].

### Освітня діяльність коледжу
Бердичівський коледж промисловості, економіки та права проводить підготовку молодших спеціалістів за такими напрямами:
- Економіка підприємства;
- Фінанси і кредит;
- Бухгалтерський облік;
- Розробка програмного забезпечення;
- Хімічне і нафтове машинобудування;
- Ливарне виробництво чорних і кольорових металів і сплавів;
- Технологія обробки матеріалів на верстатах і автоматичних лініях;
- Правознавство;
- Фізичне виховання.

### Бібліотека коледжу
З першого дня заснування технікуму почала свою роботу бібліотека. Фонд бібліотеки спершу нараховував лише декілька тисяч томів, але постійно поповнювався. В 1932 році він становив 16 тис. томів, а в 1941 році вже 40 тис. друкованих одиниць. Бібліотека мала навчальну, політичну і художню літературу в необхідній кількості.
Бібліотека регулярно отримує різні періодичні видання за спеціальностями. В цей час бібліотека розміщується в головному корпусі коледжу, у трьох кімнатах.
Започатковано проведення презентацій книг, написаних викладачами коледжу.

### Міжнародні зв'язки
Коледж із 2001 року працює за програмою Корпусу Миру (США), котрою передбачається співпраця викладачів іноземної мови коледжу з волонтерами корпусу — (викладачами англійської мови), проведення ними гурткової роботи серед студентів з поглибленим вивченням англійської мови, обмін делегаціями студентів.

## Директор коледжу

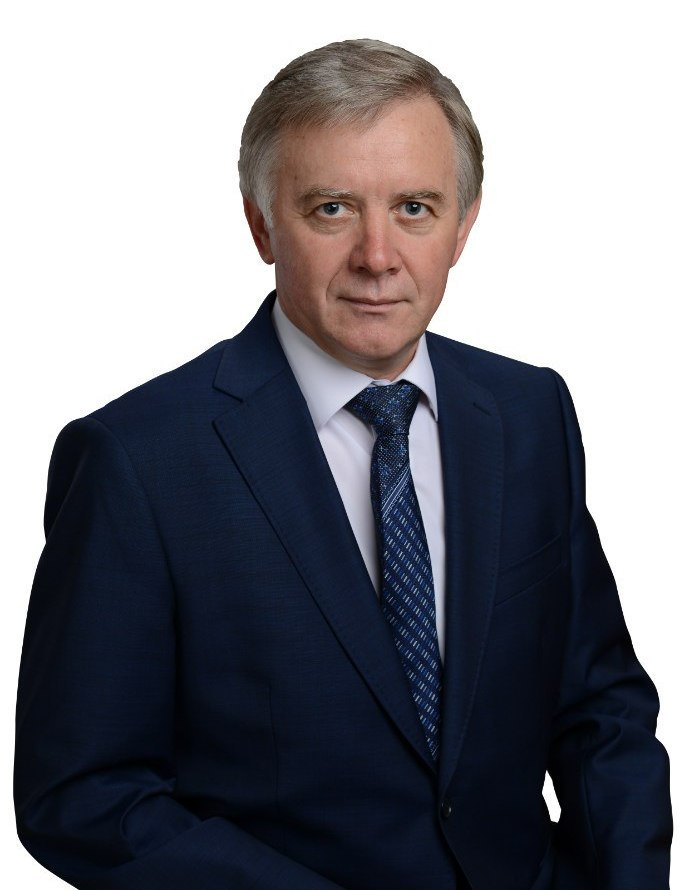
Директор коледжу Демусь І. О.

Директором коледжу з 17 травня 2015 року є Демусь Іван Омелянович. Нагороджений Нагрудним знаком «Відмінник освіти України» та Почесними Грамотами: Бердичівської міської ради та виконавчим комітетом та Житомирської обласної державної адміністрації. Нагороджено Орденом міста Бердичева.

## Випускники
- Абрамов Роман Вікторович (1986—2014) — солдат Збройних сил України, учасник російсько-української війни 2014—2017 років.